# Chiheru de Sus
Chiheru de Sus – wieś w Rumunii, w okręgu Marusza, w gminie Chiheru de Jos. W 2011 roku liczyła 388 mieszkańców.